# Siphonostomatoida
Siphonostomatoida (лат.) — отряд веслоногих ракообразных из надотряда Podoplea (Neocopepoda, Copepoda), который включает около 75 % всех копепод, паразитирующих на рыбах. Объединяет 40 семейств.

## Описание
Мелкие ракообразные, паразитирующие на рыбах. Entomolepididae ассоциированы с губками, кораллами и другими морскими беспозвоночными. Успех Siphonostomatoida связан с наличием у них сифоноподобных мандибул и «лобного филамента», помогающего прикрепляться к хозяину. Большинство из них морские, но некоторые обитают в пресной воде.
Антеннулы 21-сегментные у самок, 19-сегментные у самцов с геникуляцией, часто редуцированы путем слияния.
Антенны двучленистые, но с потерей экзоподита во многих семействах, часто заканчиваются крупным крючком.
Рот с лабрумом и лабиумом, вытянутым в сифон, но без слияния у основания, позволяющего проникать в хозяина стилетной гнатобазе мандибул. Большинство видов — это экто- или эндопаразитические формы в морских и пресноводных рыбах, а также в различных беспозвоночных. Об успешности паразитического образа жизни представителей этого порядка свидетельствует разнообразие морфологических и биологических адаптаций. Из 1500 видов копепод, паразитирующих на рыбах, почти 75 % принадлежат к этому отряду. Самцы часто являются комменсалами самок. Три семейства являются пелагическими и свободноживущими, по крайней мере во взрослом состоянии: Rataniidae, Pontoeciellidae и Megapontiidae, все монотипические.

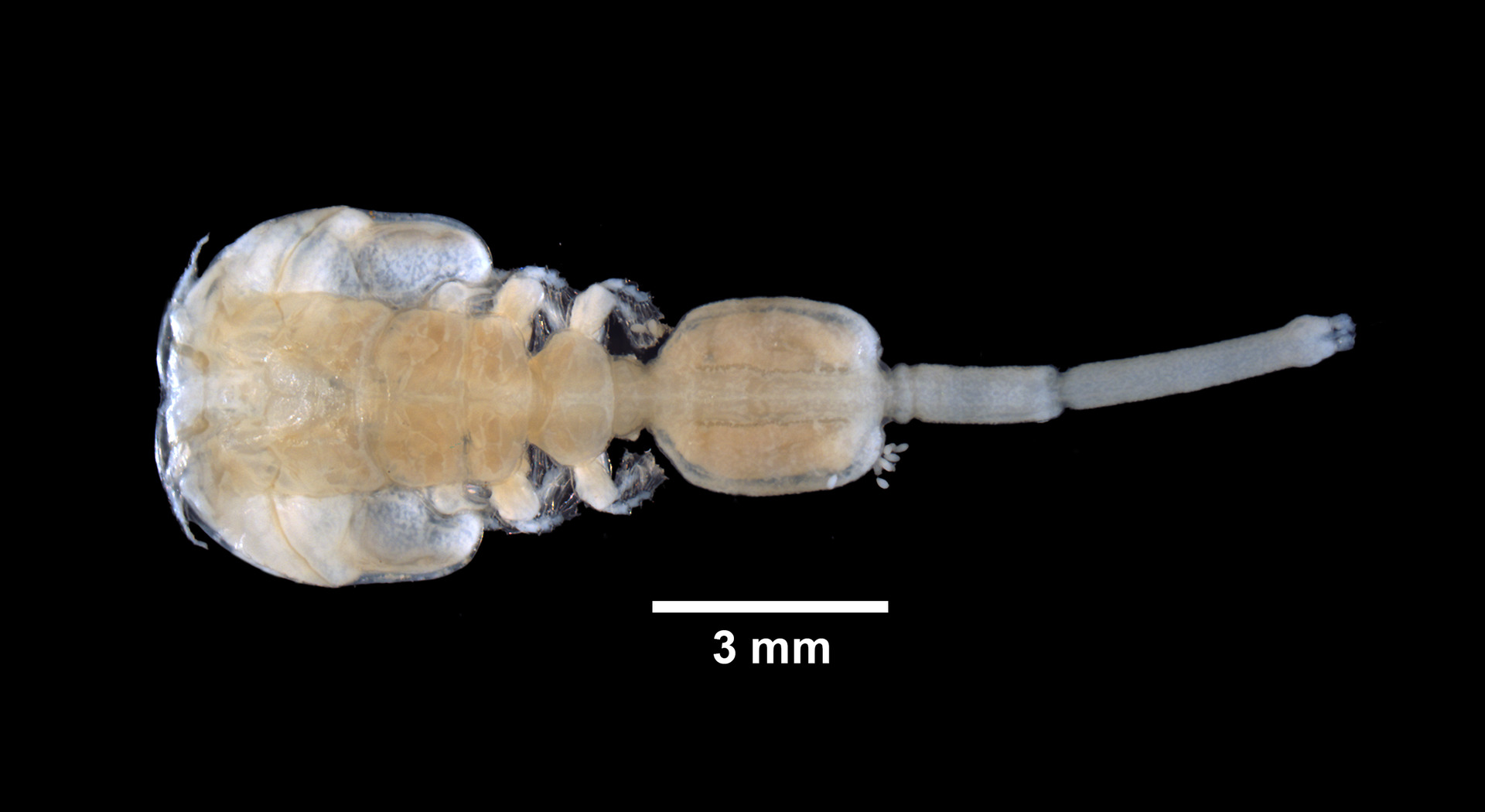
Caligus (Caligidae)
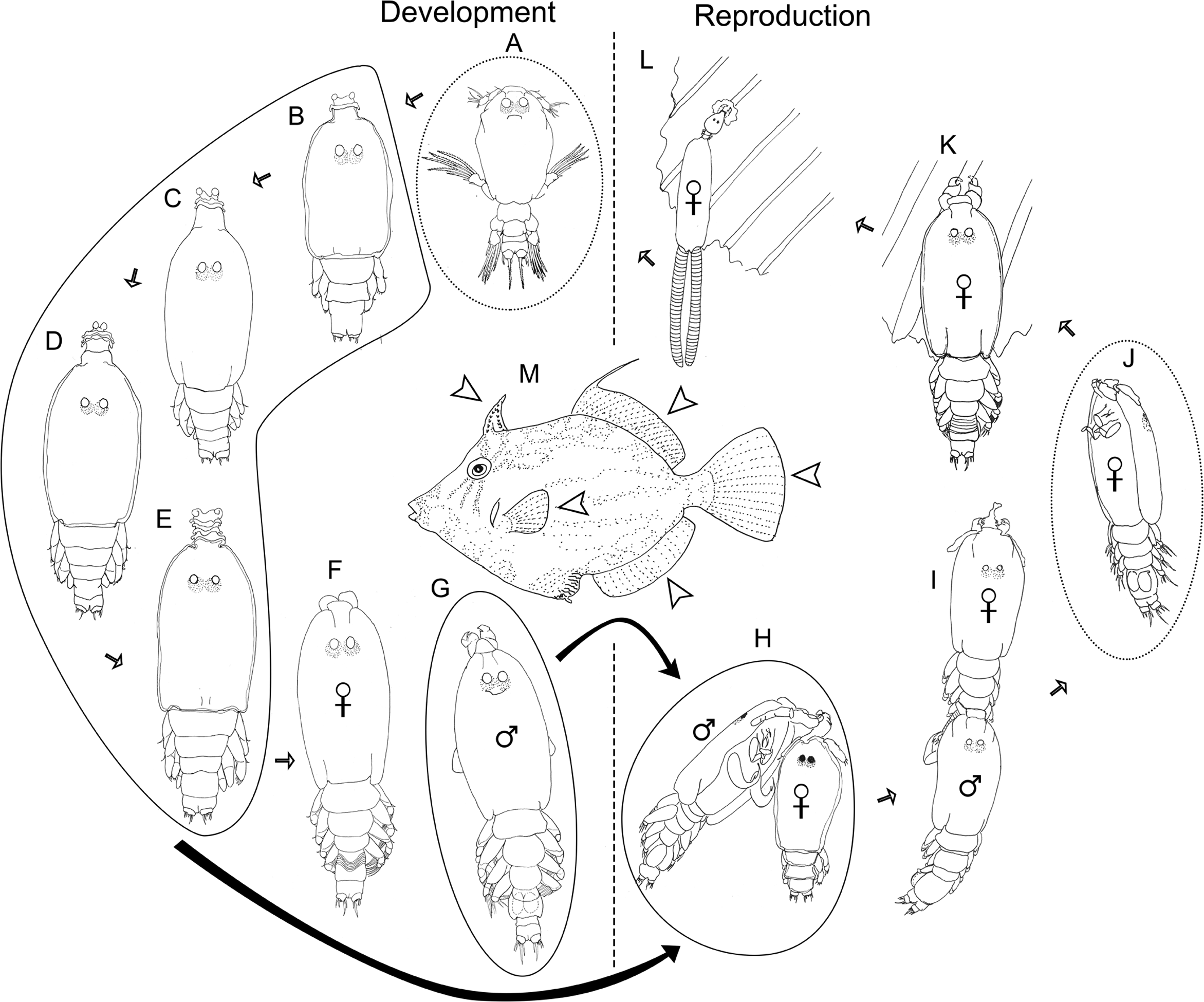
Peniculus minuticaudae (Pennellidae)
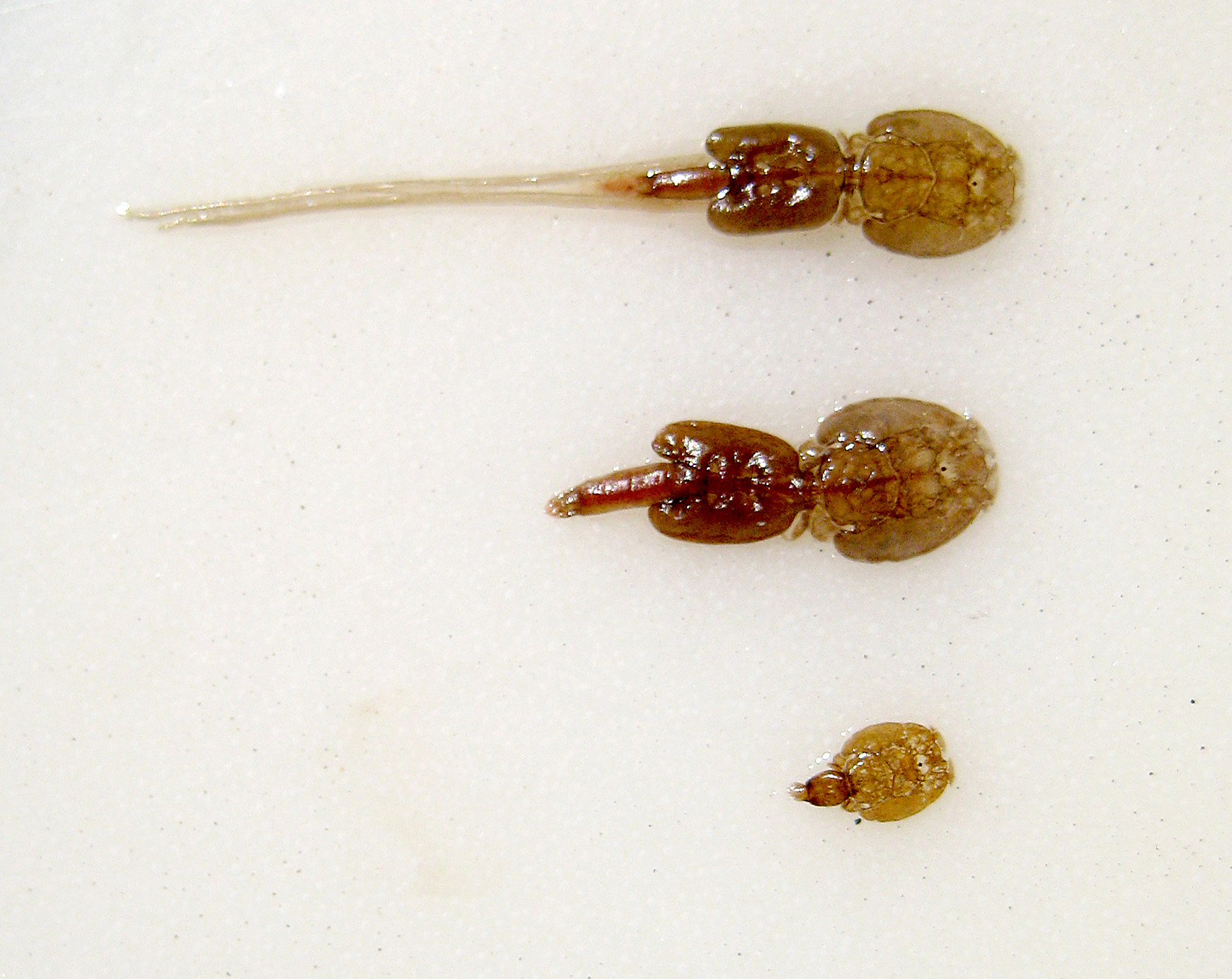
Lepeophtheirus salmonis (Caligidae)

## Классификация
Включает 40 семейств и более 2200 видов (ниже указано число видов в крупнейших семействах).
- Archidactylinidae Izawa, 1996
- Artotrogidae Brady, 1880
- Asterocheridae Giesbrecht, 1899 (395)
- Brychiopontiidae Humes, 1974
- Caligidae Burmeister, 1835 (646)
  - Caligus chelifer
- Calverocheridae Stock, 1968
- Cancerillidae Giesbrecht, 1897
- Codobidae Boxshall & Ohtsuka, 2001
- Coralliomyzontidae Humes & Stock, 1991
- Dichelesthiidae Milne-Edwards, 1840
- Dichelinidae Boxshall & Ohtsuka, 2001
- Dinopontiidae Murnane, 1967
- Dirivultidae Humes & Dojiri, 1980
- Dissonidae Yamaguti, 1963
- Ecbathyriontidae Humes, 1987
- Entomolepididae Brady, 1899
- Eudactylinidae C. B. Wilson, 1932
- Hatschekiidae Kabata, 1979 (205)
- Hyponeoidae Heegaard, 1962
- Kroyeriidae Kabata, 1979
- Lernaeopodidae Milne-Edwards, 1840 (468)
- Lernanthropidae Kabata, 1979
  - Clavellisa cordata
  - Lernanthropus brevoortiae
  - Naobranchia variabilis
- Megapontiidae Heptner, 1968
- Micropontiidae Gooding, 1957
- Nanaspididae Humes & Cressey, 1959
- Nicothoidae Dana, 1852
- Pandaridae Milne Edwards, 1840
- Pennellidae Burmeister, 1835 (235)
  - Lernaeenicus radiatus
- Pontoeciellidae Giesbrecht, 1895
- Pseudocycnidae C. B. Wilson, 1922
- Pseudohatschekiidae Tang et al., 2010
- Rataniidae Giesbrecht, 1897
- Samarusidae Lee J. & I.H. Kim, 2018
- Scottomyzontidae Ivanenko et al., 2001
- Sphyriidae C. B. Wilson, 1919
- Sponginticolidae Topsent, 1928
- Spongiocnizontidae Stock & Kleeton, 1964
- Stellicomitidae Humes & Cressey, 1958
- Tanypleuridae Kabata, 1969
- Trebiidae C. B. Wilson, 1905